# Kent Andersson (pilote moto)
Pour les articles homonymes, voir Kent Andersson et Andersson.
Kent Andersson (1er août 1942, Landvetter - 30 août 2006) était un pilote moto suédois qui fut à deux reprises Champion du Monde de moto en catégorie 125 cm3 (1973 et 1974). Il a notamment piloté une Yamaha et a remporté 14 Grand Prix en 125 cm3 et 3 en 250 cm3.

## Biographie
Né à Landvetter, en Suède, la passion du deux-roues le prend très jeune et c’est à la suite d'un grave accident de moto sur route ouverte qu’il décide de se diriger vers la compétition. En effet, souffrant de fractures vertébrales, il juge la pratique de la moto trop dangereuse sur route et préfère s’adonner à son loisir préféré sur circuit.
Andersson participe en 1961 à ses premières courses de championnat national à l'âge de 19 ans en Suède et au Danemark sur une Monark (en) de la catégorie 250 cm3, Il pilote ensuite une Bultaco de 250 cm3 pour la saison 1962. Il montre alors qu'il peut être un compétiteur capable de se mesurer au niveau mondial et grâce à ses excellents résultats il obtient en 1965 sa licence internationale.
En 1965, il participe à sa première course internationale sur le circuit anglais d'Oulton Park. En 125, il termine 15e avec sa Bultaco et en 250 il finit 8e avec l'Adler.
Après avoir remporté le championnat national suédois des 250 cm3 en 1965, Andersson est passé en 1966 aux championnats du monde en participant avec des motos Husqvarna qu'il a lui-même modifiées
,. Il a acheté une Yamaha 250 cm3 « production racer » et a commencé à afficher de solides résultats. Il décroche le titre de champion de Suède au guidon d'une 250 TD1B. Il gagne sa première course internationale à Mouscron en Belgique. Il va participer également au GP du Japon qui cette année là invite des pilotes Européens, dans la course des 250 il termine à une belle 6e place.
Pour la saison 1967 Kent change de monture et jette son dévolu sur des Yamaha. C'est donc sur une 250 TD1B qu'il remporte son 2e championnat de Suède. Il remporte également la course des 250 au meeting international de Scarborough.
En 1968, Kent Andersson répond présent au championnat du monde de vitesse où il court en catégorie 125 sur MZ et 250 sur Yamaha.
En 1969, il a terminé deuxième du championnat 250 après avoir bataillé toute la saison avec Santiago Herrero et le futur champion du monde de l'année, l'australien Kel Carruthers.
Ces résultats impressionnants lui ont valu une place dans l'équipe de course Yamaha en tant que coéquipier du britannique Rodney Gould pour la saison 1970, qu'il a terminé sur la troisième place du podium derrière son coéquipier 1er et Carruthers second.
En 1971, Yamaha choisi Andersson pour l'aider à développer sa moto de course nommée TA125 pour la saison,. Il a ensuite terminé deuxième en 1972 sur le modèle de développement refroidi par eau désigné YZ623C et a remporté le championnat du monde 125 cm3 en 1973,. En 1974, il a défendu avec succès ce titre en remportant cinq courses et deux deuxièmes places.
Andersson a pris sa retraite après avoir terminé 3e de la saison 1975. Entre 1975 et 1976, Andersson met toute son énergie et son temps dans le développement d’une machine spécialement destinée à faire de l’ombre aux deux-roues italiens mais malgré de bonnes performances, l’engin s’avère relativement fragile.
Il a ensuite pris un poste au département de développement et de construction de Yamaha Europe.
Entre autres projets, Andersson a joué un rôle important dans le développement du modèle à trois cylindres de 350 cm3 avec laquelle le japonais Takazumi Katayama a remporté le championnat du monde en 1977.
Andersson a continué à courir dans ses dernières années juste pour le plaisir à un niveau amateur en Suède, mais il a si bien réussi qu'il a remporté le championnat national « Supermono » en 1995 à l'âge de 53 ans.
Il a été un membre à succès de l'équipe hollandaise Yamaha Classic Racing de Ferry Brouwer. Il a souvent participé à des courses d'exhibition classiques dans toute l'Europe avec son casque aux couleurs du drapeau suédois.
Andersson a parfois été commentateur de courses pour Eurosport en suède.
Andersson est décédé en août 2006 à Landvetter à l'âge de 64 ans.

## Palmarès au Championnat de monde de vitesse moto

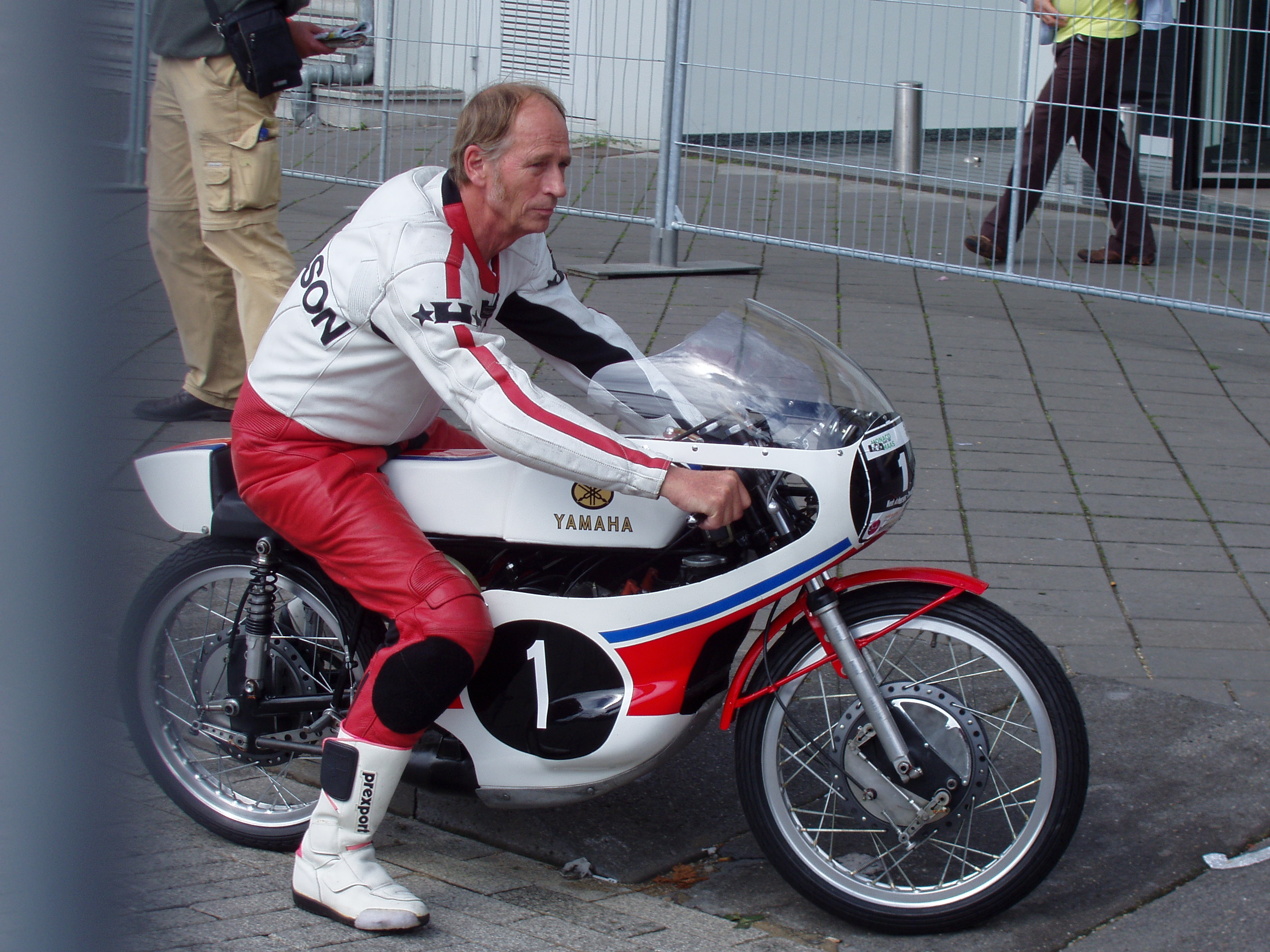
Kent Andersson avec une YZ 632 C en 2005

Système de points de 1950 à 1968 :
| Position | 1 | 2 | 3 | 4 | 5 | 6 |
| Points   | 8 | 6 | 4 | 3 | 2 | 1 |

Système de points après 1969 :
| Position | 1  | 2  | 3  | 4 | 5 | 6 | 7 | 8 | 9 | 10 |
| Points   | 15 | 12 | 10 | 8 | 6 | 5 | 4 | 3 | 2 | 1  |

### Résultats en championnat du monde de moto
- 1966 - Les débuts en championnat
  - Lors de sa première participation en 250 cm3 sur une Husqvarna, il termine 5e au Grand prix d'Espagne en ouverture de la saison, puis 6e en Finlande et au Japon et termine au 20e rang avec 4 points marqués.
  - Pour sa première saison sur une 350 cm3 (Husqvarna) il n'obtient qu'une 6e place au Japon et termine en 25e place avec 1 points.
- 1968 - Petite progression
  - Lors de sa première participation en 125 cm3 sur une MZ, il termine 5e au Grand prix d'Espagne en ouverture de la saison son seul résultat dans les points (2 points - 17e).
  - En 250 cm3 sur Yamaha, il termine 3e en Allemagne, 6e en Belgique et en Ulster (6 points - 8e).
- 1969 - Un nouveau système de points
  - Il court cette année-là sur Maïco en 125 cm3 et obtient deux belles 2e places en Espagne et à Assen, une 4e en Belgique et une 7e en RDA (36 points et 4e).
  - En 250 cm3 (Yamaha) il remporte des points dans 11 courses sur 13 et termine 2e sur le podium du championnat avec 84 points. Il est 1er en RFA et en Finlande (meilleur tour en course), second en Espagne et Ulster, 3e en France, en Italie et en Yougoslavie, 4e en Belgique et RDA, 7e aux Pays-Bas et en Tchécoslovaquie.
- 1970 - Première victoire
  - En 250 cm3 (Yamaha) il marque 67 points et termine sur le podium en 3e place (Trois 2e places en Yougoslavie, Tchécoslovaquie et Finlande, une 3e en RDA, une 5e en Belgique et sur il remporte la course et le meilleur tour sur son circuit favori en Espagne (Montjuïc).
  - En 350 cm3 (Yamaha), il finit 2e en Finlande, 3e en Tchécoslovaquie et en Espagne et 5e aux Pays-Bas et en RDA (4e avec 44 points).
- 1971 - Pilote d'usine Yamaha Yamaha TA125 (version 1973)

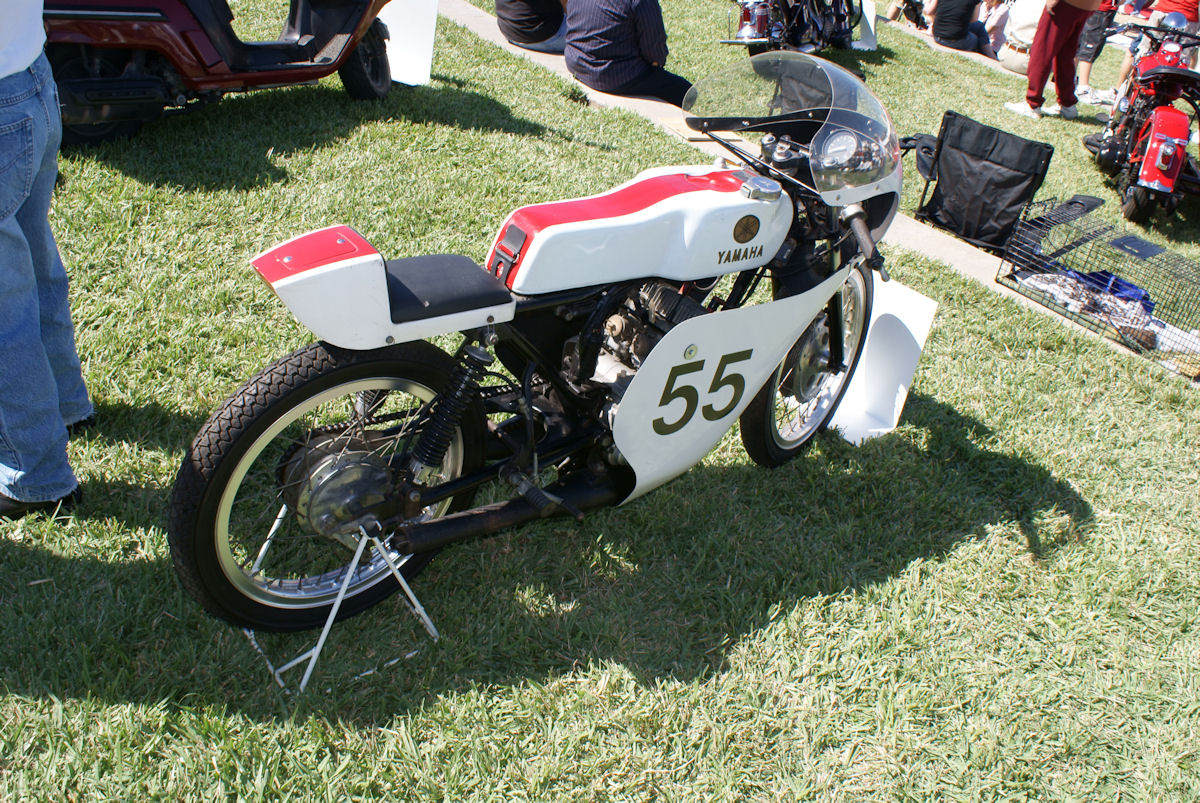
Yamaha TA125 (version 1973)

  - Il court cette année-là en 125 cm3 pour Yamaha qui l'a choisi pour développer sa TA125. Avec cette machine fragile il n'obtient que deux 3e places (Allemagne et Suède), une 5e en Espagne et une 7e en Italie qui s'intitulait alors « Grand Prix des Nations » et termine au 9e rang de la catégorie avec 30 points.
  - En 250 cm3 (Yamaha) sa saison est décevante car il ne marque que 14 points et termine à la 14e place du championnat sans aucune victoire, seulement 4e en Autriche et 5e en Allemagne. Toute l'année il aura été pénalisé par plusieurs chutes et une fracture de la clavicule.
- 1972 - Un test en 50 cm3
  - Sur un Kreidler Van Veen, il s'essaie à la plus petite catégorie, mais n'assure qu'un podium sur son circuit fétiche de Montjuïc à la 3e place (10 points). Il ne fera pas d'autres tentatives dans cette catégorie.
  - Les résultats sont bien meilleurs en 125 cm3 car il termine 2e du championnat avec 87 points, 3 victoires (Yougoslavie, Finlande et Espagne), 2 meilleurs tour (Suède et Finlande), une 2e place en Suède, et quatre 3e places (Autriche, Belgique, RDA, Tchécoslovaquie). Il ajoute à ces 8 podiums une 5e place en RFA. Mais il se frotte à un redoutable adversaire, Angel Niéto et son Derbi.
  - L'année est bien chargée car il court également en 250 cm3 et aligne deux 3e places (Yougoslavie et Finlande), termine 4e en Suède, 5e en RDA, 7e en Belgique et 10e à Brno. Il finit l'année 7e en totalisant 39 points.
- 1973 - Premier titre
  - Année faste en 125 cm3 où il aligne que des victoires (France, Autriche, RFA, Italie, Yougoslavie) ou des 2e places (Suède et Finlande). Les 99 points marqués lui assurent son 1er titre de champion du monde de la catégorie.
  - Délaissant les 250, il tente une 3e saison en 350 cm3, mais ne termine que 6e en inscrivant 38 points avec un seul podium (3e) en Italie, une 4e place en Yougoslavie, une 5e en France, deux 6e places en Hollande et en Finlande, et une 7e en Autriche.
- 1974 - La passe de 2
  - Sur le podium à 8 reprises, vainqueur 5 fois en France, Autriche, Suède, Tchécoslovaquie et Yougoslavie, second en Italie et en Belgique, 3e aux Pays-Bas, sa plus mauvaise place cette année-là est 4e en Espagne. Les 87 points remportés lui assurent son second titre mondial en 125 cm3. Des meilleurs tours en Autriche et en Suède et des pôles positions en Suède (la 1re de sa carrière), Yougoslavie et Espagne assurent sa suprématie.
  - En 250 cm3 c'est une saison à oublier. Aucun podium et seulement des 4e (Finlande), 5e (Italie) et 6e places (Tchécoslovaquie) qui lui valent 34 points et la 8e place au championnat.
- 1975 - Dernières courses en 125
  - Il termine sa carrière en Grand Prix par une 3e place sur le podium et 67 points marqués, derrière les redoutables Morbidelli en ayant remporté une seule victoire en France, deux 2e places (Espagne et Tchécoslovaquie), deux 3e places (RFA et Belgique) et trois 4e places (Autriche, Suède et Yougoslavie), ainsi qu'une nouvelle pole position en Suède.